# Lawson Blake
Lawson Blake, es un personaje ficticio de la serie de televisión australiana Rush, interpretado por el actor Rodger Corser desde el 2 de septiembre del 2008 hasta el 17 de noviembre del 2011. 

## Antecedentes
Lawson es el mayor de tres hermanos, sus padres se divorciaron cuando era pequeño por lo que a menudo se siente responsable de su hermano y hermana.

## Biografía
Lawson es un sargento mayor de la policía, el líder del equipo de respuestas tácticas y el principal negociador del equipo.
En el 2010 Shannon empieza a salir con la sargento de la policía Shannon Henry, la relación tiene problemas en el 2011 cuando Lawson termina acostándose con Tash Button mientras intentaba consolarla por la desaparición de su novio, pero poco después logran arreglar sus problemas y Lawson y Shannon continúan con su relación.